# حسن الترابي
حسن عبد الله الترابي (1 فبراير 1932 - 5 مارس 2016) هو مفكر وزعيم سياسي وديني سوداني. ويعتبر رائد مدرسة تجديد سياسي إسلامي. بعد إكماله دراسته في الخارج عاد إلى بلده فاشتغل بالتدريس في كلية القانون بجامعة الخرطوم وتولى عمادتها 1965 فأصبح أول سوداني يشغل هذا المنصب. عُين 1979 رئيسا للجنة مراجعة القوانين لأسلمتها، ثم وزيرا للعدل 1981 فمستشارا لرئيس الدولة للشؤون الخارجية 1983. وصار 1988 نائبا لرئيس الوزراء الصادق المهدي ووزيرا للخارجية في حكومته الائتلافية. أسس 1991 المؤتمر الشعبي العربي الإسلامي ليشكل منبرا للقضايا الإسلامية تتلاقى فيه عشرات التنظيمات بالعالم واختير أمينه العام. انتخب 1996 رئيسا للبرلمان السوداني في عهد ثورة الإنقاذ كما اختير أمينا عاما للمؤتمر الوطني الحاكم 1998. ثم نشب خلاف بينه وبين الرئيس السوداني حينها عمر البشير تطور حتى وقع انشقاق في كيان النظام عام 1999 فخلع الترابي من مناصبه الرسمية والحزبية ثم أسس عام 2001 المؤتمر الشعبي وأصبح أمينه العام.
شغل الترابي مناصب عديدة وتقلد مواقع قيادية هامة على المستويين الرسمي والحزبي كما انضم الترابي إلى جماعة الإخوان المسلمين وأصبح من زعمائها في السودان في نهاية ستينات القرن الماضي. حيث تعرّف أثناء دراسته في جامعة الخرطوم على فكر جماعة الإخوان المسلمين فانضم إليها وأصبح من زعماء الإخوان في السودان سنة 1969. حيث شغل منصب الأمين العام لجبهة الميثاق الإسلامية وهي الجبهة التي انبثقت عنها جماعة الإخوان المسلمين في السودان، ونتيجة لرؤاه الخاصة وآرائه غير المتوافقة والمتوائمة مع نهج الجماعة وطريقتها في الدعوة والتربية إنفصل عن الجماعة بعد اشتداد الخلافات بينهم وتصاعدها مما حمل الجماعة على انتقاد آرائه والرد عليه علناً. فانفصل عن الجماعة فيما بعد واتخذ سبيله مستقلا.
ولد حسن الترابي في منطقة كسلا بالقرب من إريتريا لعائلة كبيرة عُرفت بالعراقة في العلم والدين، فكان والده أحد أشهر قضاة الشرع في عصره وأول سوداني حاز الشهادة العالمية. حفظ الترابي القرآن الكريم صغيرا بعدة قراءات، وتعلم علوم اللغة العربية والشريعة في سن مبكرة على يد والده، وجمع في مقتبل حياته أطرافا من العلوم والمعارف لم تكن ميسرة لأبناء جيله خاصة في السودان وحصَّل صنوفا شتى من المعارف والثقافات الغربية حتى عده خصومه من الإسلاميين متغربا وليس شيخا أصوليا. له دور فعال في الصحوة الإسلامية بالسودان ولة دور فعال في ترسيخ قانون الشريعة الإسلامية. ويعد الصادق المهدي رئيس الوزراء السابق للسودان ورئيس حزب الأمة السوداني صهر الترابي حيث تزوج الترابى السيدة وصال الصديق المهدي شقيقة رئيس الوزراء السابق الصادق المهدي زعيم حزب الأمة.
وقف الترابي ضد التدخل الأجنبي في المنطقة بحجة تحرير الكويت إبان الغزو العراقي عام 1990 مما أدى إلى تدهور العلاقات مع الغرب وبعض الدول العربية. اعتقل جهاز الأمن السوداني الترابي أكثر من مرة ولعدة أشهر تحت دعاوى مختلفة منها التخطيط لانقلاب عسكري. واعتقل عام 2009 بعد تأييده اتهامات المحكمة الجنائية الدولية للبشير بارتكاب جرائم حرب وجرائم ضد الإنسانية وإبادة جماعية.
يعد الترابي من أشهر قادة الإسلاميين في العالم ومن أشهر المجتهدين على صعيد الفكر والفقه الإسلامي المعاصرين، له كتاب في تفسير القرآن وكتاب في أصول الفقه وكتب كثيرة أخرى في مجالات الإصلاح الإسلامي والسياسة. وفي أيلول من عام 2012 قابل طرفة بغجاتي مع روديجر نيبرج الشيخ حسن الترابي وحصلوا على دعمه لهما في محاربة ختان الإناث والسعي لإيقافه.
يرى فيه أنصاره سياسيا بارعا وخطيبا مؤثرا وداعية ومفكرا، في حين يراه خصومه شخصا له طموح لا حدود له كما يتهم الترابي بإصدار فتاوى تخرج عن السياق.

## النشأة
ولد حسن الترابي سنة 1932 في مدينة كسلا شمال شرق السودان وسط أسرة متدينة ميسورة تنتمي إلى قبيلة البديرية، توفيت أمه وهو صغير، وكان والده قاضيا وشيخ طريقة صوفية ويعد من أشهر القضاة الشرعيين في زمنه وأوّل سوداني يحوز شهادة العالمية. درّسه والده علوم اللغة العربية وحفظ القرآن الكريم صغيرا بعدة قراءات ولهذا يعرف حسن الترابي بقدرته الهائلة على التمكن من اللغة واللعب بمصطلحاتها طوال تاريخه السياسي حتى أن مؤلفاته يصعب على الكثيرين فهمها. تابع الترابي دراسة الحقوق في جامعة الخرطوم منذ عام 1951 حتى 1955، وحصل على الماجستير من جامعة أكسفورد عام 1957، دكتوراة الدولة من جامعة سوربون، باريس عام 1964. وهو يتقن أربع لغات بفصاحة وهي العربية والإنجليزية والفرنسية والألمانية.

## مسيرته السياسية

### جبهة الميثاق الإسلامية
بعدما تخرج حسن الترابي وبعد عودته إلى وطنه من الخارج انضم إلي جبهة الميثاق الإسلامية لدى تشكلها وهي إحدى الفروع السودانية للإخوان المسلمين حيث مثلت الجبهة تحالفا سياسيا إسلاميا يقوده الإخوان كأول حزب سياسي أسسته الحركة الإسلامية السودانية، كان الترابي عميدا لكلية الحقوق بجامعة الخرطوم ومن هنا تبدأ محطته الفكرية والحركية الأولى، إذ جاءته فرصة تولي القيادة الفكرية والحركية للحركة الإسلامية بعد أن استقال الرشيد الطاهر المراقب العام للإخوان المسلمين من منصبه سنة 1964 ليتقلد الترابي الأمانة العامة بالجبهة عام 1964 وبعد خمسة سنوات أصبح لجبهة الميثاق الإسلامية دوراً سياسياً أكثر أهمية. اشتعلت ثورة أكتوبر/تشرين الأول 1964 على حكم العسكر بالسودان وكانت منعطفا مهما في مسيرة الترابي، إذ نقلته من قاعات الدرس الأكاديمي إلى أتون السياسة وصراعاتها، حيث شارك الترابي مشاركة بارزة مع باقي القوى السياسية والنقابية في إلهاب ثورة إكتوبر 1964 من موقعه في كلية القانون بجامعة الخرطوم، وبعد ذلك وفي فترة الديمقراطية الثانية (1964-1969) سدد الترابي عبر دوره ودور حركته جبهة الميثاق الإسلامي طعنة عندما اتخذت الجمعية التأسيسية قرارها بحلّ الحزب الشيوعي في ديسمبر 1965 . وأصبح لجبهة الميثاق الإسلامية بعد خمسة سنوات دور سياسي أكثر أهمية، فتقلد الترابي الأمانة العامة بها عام 1964. عمل الترابي في ظرف سياسي كان اللاعب الأساسي فيه طائفتا الأنصار (ويمثلهم حزب الأمة) والختمية ويمثلهم (حزب الإتحادي الديمقراطي) ذاتا الخلفية الصوفية واللتان تدعمان الفكر العلماني. بقيت جبهة الميثاق الإسلامية حتى عام 1969 حينما قام جعفر نميري بانقلاب عسكري فدخل الترابي في عهده السجن ثلاث مرات وغادره عام 1977 حيث أمضى الترابي سبعة سنوات في السجن، أراد الرئيس النميري والطائفتان الإسلاميتان - الأنصار والختمية - الوصول لحل وسط في عام 1977 بعدما شعر النميري بقوتهم بعد محاولة فاشلة لقلب نظام الحكم عسكريا في العام 1976 وقد كان إطلاق سراح الترابي جزءا من هذا الحل. في يوليو 1977 عندما وجّه جعفر نميري سفينة نظامه لليمين ودخل في مصالحة مع أحزاب اليمين وأصبح الترابي وحركته عنصراً فاعلاً في نظامه حيث جرت مصالحة بين الإسلاميين والنميري أفضت إلى إعلان تطبيق الشريعة الإسلامية عام 1983. ومع ذلك شغل الترابي في 1979 منصب النائب العام، وأيد الترابي قرار الرئيس النميري إقرار الشريعة الإسلامية في 1983، إلى أن انقلب نميري على الإسلاميين قبيل سقوطه عندما اتضح له تآمرهم لإزاحته عن السلطة بانقلاب عسكري. وبعد سقوط نظام نميري في 1986، شكّل الجبهة القومية الإسلامية.

حسن الترابي في شبابه

### الانشقاق عن الإخوان
ثار خلاف كبير بين حسن الترابي وبين التنظيم العالمي للإخوان المسلمين عندما رفض مبايعة المرشد العام وقتها بحجة أنه بالسجن ولكن الشيخ صادق عبد الله عبد الماجد والذي كان ضمن الوفد رفض موقف الترابي وكذلك الوفد مما أدى إلى أن الوفد بايع المرشد العام بدون حسن الترابي وعند العودة للسودان انشق حسن الترابي حيث كانت له علاقات قوية بأكثر الشباب وكان خطيبا متمكنا وسياسيا قويا وكاستجابة للظرف الذي تمر به الجماعة في السودان وضغوط الرئيس النميري أعلن الترابي حلها فعليا مما جعل جماعة تظل تحمل اسم الإخوان المسلمين تتمسك بالاسم والتوجه بقيادة الدكتور الحبر يوسف نور الدايم وهي التي اعترفت بها الجماعة العالمية، لم تدخل جماعة الإخوان (الحبر يوسف نور الدايم) الحكم مع الرئيس نميري.

### الجبهة الإسلامية القومية
أعلنت حكومة نميري فرض قوانين الشريعة الإسلامية في عام 1983 وانقلبت بعدها علي جبهة الميثاق الإسلامية - حليفتها في السلطة - وقد عارض الشعب هذا الأمر بواسطة الإجراءات القانونية مثل حل البرلمان السوداني وبواسطة المظاهرات مما أدى إلى ثورة شعبية ضد حكم نميري في عام 1985. سقط نظام النميري عام 1985 بثورة شعبية فتحت الطريق أمام قيام حكم منتخب فأسس الترابي عام 1986 الجبهة الإسلامية القومية التي ترشحت للبرلمان فحلت ثالثة ودخلت الحكومة الائتلافية برئاسة الصادق المهدي. في يونيو عام 1989 أقام حزب الترابي انقلابا عسكريا ضد حكومة المهدي المنتخبة ديمقراطيا وعين عمر حسن البشير رئيسا لحكومة السودان. في فترة الديمقراطية الثالثة (1985-1989) لعب الترابي وحركته الجبهة الإسلامية القومية فيها دوراً أساسياً في تأجيج نار الحرب الأهلية وإلهاب الدعوة لتطبيق الشريعة وانتهت هذه الفترة بتنفيذ الترابي وحركته لانقلابه المؤجل منذ أخريات فترة نميري ووأده للنظام الديمقراطي الذي أتاح لحركته فرصة المشاركة في الحكومة وأتاح للإسلاميين كامل الفرص والحريات الدستورية التي لم تستمتع بها أية حركة إسلامية في أغلب بلاد باقي الشرق الأوسط حينها.

### المؤتمر الشعبي العربي والإسلامي

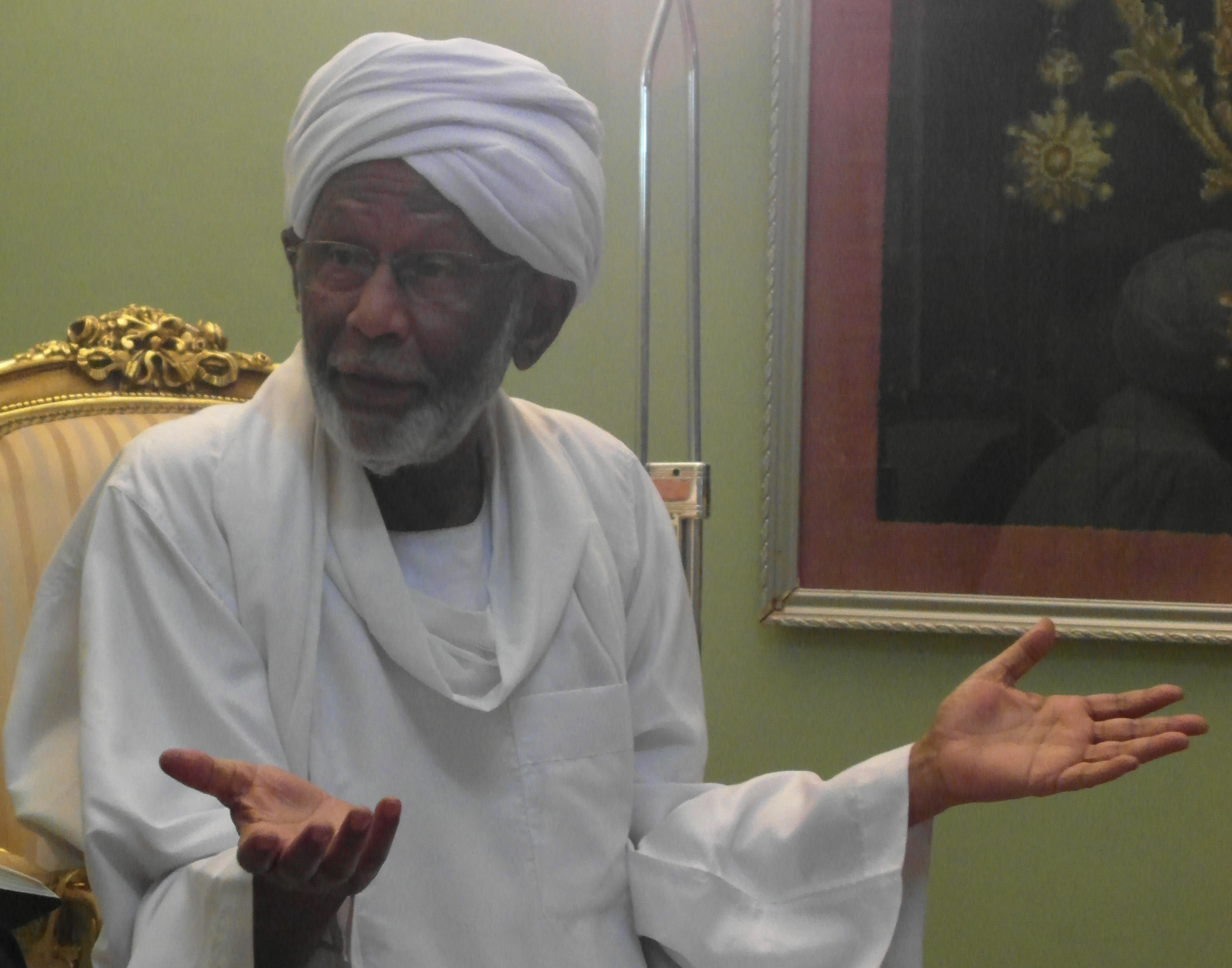
حسن عبد الله الترابي متحدثًا

في عام 1991 أسس الترابي حزب المؤتمر الشعبي العربي الإسلامي الذي يضم ممثلين من 45 دولة عربية وإسلامية (معظهم معارضين لدولهم) حيث جمع الحركات الإسلامية من الدول المختلفة وممثلي المنظمات الإسلامية في الغرب فضلاً عن المجموعات الراديكالية العربية كحزب البعث العراقي والحزب الاشتراكي اليمني وبعض المنظمات الفلسطينية بما فيها اليسارية واليمينية وانتخب وقتها أميناً عاماً للمؤتمر. حيث شارك في المؤتمر مزيج من الشخصيات منهم ياسر عرفات وجورج حبش ونايف حواتمة وقلب الدين حكمتيار وأبو نضال وفتحي الشقاقي أمين عام حركة الجهاد الإسلامي وعبد المجيد الزنداني ويوسف القرضاوي وأيمن الظواهري ومرشد الإخوان مهدي عاكف وعماد مغنية (حزب الله) ولم تستبعد بعض المصادر حضور أسامة بن لادن الذي كان مقيما آنذاك في السودان في المؤتمر. اختلف مع حكومة الإنقاذ حول قضايا أهمها الفساد والشورى والحريات وحل البشير البرلمان في أواخر عام 1999 وبعدها أصبح الترابي أشهر معارض للحكومة.

### المؤتمر الوطني
وفي سنة 1989 قاد عسكريون لهم صلات بالحركة الإسلامية انقلابا على حكومة المهدي وأقاموا نظام حكم جديدا كان الترابي القائد الفعلي له وإن اختير المشير حسن البشير ليرأس الدولة. بقي الترابي يقود النظام من خلف الكواليس إلى أن نشب خلاف بينه وبين البشير تطور حتى وقع انشقاق في كيان النظام 1999 فخـُلع الترابي من مناصبه الرسمية والحزبية، وأسس 2001 "المؤتمر الشعبي" حزبا معارضا. ومنذ انقلاب يونيو 1989 فإن انحدار الخط البياني للترابي وحركته تواصل تواصلاً متسارعاً ليبلغ بالسودان وضعه الحالي. حوّل الترابي بمنطقه الإسلامي طبيعة الحرب الأهلية بين الشمال والجنوب في السودان لحرب جهاد إسلامي ودفع نظامُه ولأول مرة في تاريخ الحرب الأهلية بعشرات الآلاف من المواطنين المدنيين لساحات القتال التي أطلق عليها النظام اسم "ساحات الفداء". ووصل بالحركة الإسلامية أن أجهزة إعلامها تحدثت عن اشتراك الملائكة في حربها ضد الجنوبيين ودرجة عقد الحفلات احتفالاً بأعراس موتى النظام وزفافهم للحور العين. كما أن رؤية الترابي تداخلت فيها إسلاميته وتدريبه القانوني أثمرت القانون الجنائي لسنة 1991. وفي واقع الأمر فإن هذا القانون هو أهم وثيقة للترابي إذ أنه يجسّد الطموحات العليا للحركة الإسلامية عندما تتحدث عن تحكيم شرع الله. وهكذا يشمل القانون بالإضافة للعقوبات الموروثة من القوانين غير الدينية السابقة عقوبات الشريعة الإسلامية المألوفة.

### عزله من مناصبه
بعد استحواذ حزبه علي السلطة كاملة، وتنصيب عمر البشير مُساعده وتلميذه رئيسًا للبلاد، وتصدير نفسه باعتباره الصوت الوحيد المسموع في السودان كله، فيما يُشبه موقع المُرشد الأعلى في النظام الإيراني. بدأت نزعات التمرد تضيق على الترابي، وتظهر بين تلاميذه في العلن، وبدأت أحلام السلطة تُراود بعضهم، ليكون أوّل من انقلب عليه هو تلاميذه وأتباعه، الذين كانوا من قبل تحت قيادته، وعلى رأس هؤلاء عمر البشير، الذي كان عُضوًا في الجبهة الإسلامية وقت أن قام بما تُسمى بثورة الإنقاذ عام 1989م. انقلب البشير على الترابي، بعد أنّ تقدّم طلاب الأخير بمذكرة عُرفت بـ«مذكرة العشرة»، يُطالبون فيها تقليص سلطات الترابي والحد من «استبداده».

### المؤتمر الشعبي
شكل الترابي مع عضوية حزبه الموتمر الشعبي في 31 يونيو 2001. وحوى المؤتمر معظم قيادات ورموز ثورة الإنقاذ الوطني والمسؤولين الكبار في الحكومة الذين تخلوا عن مناصبهم. ثم اعتقل في عام 2001 لتوقيع حزبه مذكرة تفاهم مع الحركة الشعبية، ثم اعتقل مرة أخرى في مارس 2004 بتهمة تنسيق حزبه لمحاولة قلب السلطة.

### الحوار الوطني
بعد 15 عاماً من الانفصال عاد الترابي أخيراً إلى أصدقاء الأمس في السلطة عبر دعوة البشير للحوار الوطني التي سارع لتأييدها والمشاركة فيها تمهيداً لعودة الحزبين وطرح الترابي مسودة لاتفاق أطلق عليه "النظام الخالف" قصد منه توحيد الإسلاميين من جديد وعمد في أكثر من مجلس إلى بث آماله بجمع صفوف الإسلاميين وتحسين صورتهم قبل مفارقته الحياة.

## آرائه وأفكاره

### في الشريعة الإسلامية
يعد الترابي من أشهر القادة الإسلاميين في العالم ومن أشهر المجتهدين على صعيد الفكر والفقه الإسلامي المعاصرين، وله كتاب في تفسير القرآن وكتاب في أصول الفقه ومؤلفات أخرى في مجالات الإصلاح الإسلامي والسياسة. ولهُ العديد من الرؤى الفقهية المتميزة والمثيرة للجدل ومن آخر هذهِ الفتاوي إمامة المراة للرجل في الصلاة، كما أصدر فتوى تبيح زواج المرأة المسلمة من أهل الكتاب وهو أمر خالف فيهِ المذاهب الإسلامية المتبعة وقامت هيئة العلماء السودانية والرابطة الشرعية بتكفير الترابي وقالت بأنه زنديق مرتد عن الإسلام وطالبت بإستتابته وأعتبرت أرائه إفساد وليست إجتهاد. إلى جانب تشكيكه في صدق بعض الصحابة وموثوقية صحيح البخاري ما قاد بعض المتشددين للمطالبة بإهدار دمه. وقد نقد الترابي حديث النبي ﷺ الوارد في الذباب: إذا وقع الذباب في شراب أحدكم فليغمسه ثم لينتزعه فإن في إحدى جناحيه داء وفي الأخرى شفاء. رواه البخاري، قال الترابي:«في الأمور العلمية يمكن أن آخذ برأي الكافر وأترك رأي النبي - ولا أجد في ذلك حرجاً ألبتة، ولا أسأل فيه أيضاً عالم الدين.
» كما دعى إلى توحيد الأديان على أساس الملة الإبراهيمية وإنكاره نزول عيسي آخر الزمان ويزعم أن الصحابة ليسوا عدولاً كلهم، وإباحته للردة وعدم إقامة الحد على المرتد، وإنكاره لعصمة الأنبياء وإنكاره رجم الزاني المحصن، وأجاز للمرأة المسلمة أن تتزوج باليهودي والنصراني ويجيز التوارث بين المسلم والكافر وزعم الترابي أن السنة والشيعة متفقون على 95% من أصول الإسلام وفروعه.
كما ورد عن الترابي أنه استحل الخمر إذ المنقول عنه في ذلك أنه قال الخمر لا تصبح أمر قانون إلا إذا تحولت لعدوان أي حد شرب الخمر. وهذا مخالف لإجماع الأمة على أن الخمر محرم، وأما تقييده إقامة حد شرب الخمر بشرط العدوان فقول ليس له فيه سلف. كما زعم الترابي أن الحجاب خاص بنساء النبي ﷺ وأنه تغطية للصدر فقط، يقول الترابي في كتابه المرأة بين تعاليم الدين وتقاليد المجتمع:«الحجاب خاص بنساء النبي ﷺ لأن حكمهن ليس كحكم أحد من النساء، ولا يجوز زواجهن بعد رسول الله ﷺ ومن ثم فإن آية الحجاب نزلت في السنة الخامسة للهجرة ولم يتأثر بها وضع سائر المسلمات.» والحقيقة أن فرض الحجاب عام على جميع المسلمات وليس خاصا بنساء النبي ﷺ كما قال الترابي بإمامة المرأة للرجال ووقوفها معهم في صف واحد بلا التصاق، أما إمامة المرأة للرجال فلا تجوز، وأما وقوفها بجانب الرجل فلا يجوز التصقت به أم لا فقد دلت النصوص على تأخير صفوف النساء في المسجد. وقال الترابي أن شهادة المرأة كشهادة الرجل في كل شيء وهذا قول مصادم لما جاء به القرآن وصحت به سنة النبي. وللترابي قول في خروج المرأة من بيتها حيث عرف عن الترابي التوسع في القول بجواز حضور المرأة محافل الرجال ومخالطتهم وقال بهذا في كتابه المرأة بين تعاليم الدين وتقاليد المجتمع. وهذا مخالف لما جاء به الشرع من أن الأصل قرار المرأة في بيتها وعدم خروجها منه إلا لضرورة أو حاجة معتبرة شرعا.

### عودة عيسى بن مريم
فقد نشر الشيخ الترابي إجتهاده حول عودة المسيح العام 1982 في بحث لقىَّ حظاً واسعاً من النشر داخل السودان وخارجه بعنوان تجديد الدين قُدم في المنتدى الفكري بجامعة الخرطوم ونشر في مجلة جماعة الفكر والثقافة الإسلامية وظل ينشر منذ ذلك التاريخ، يقول الترابي:

### دور المرأة
الإجتهاد الإجتماعي الأكبر لحسن الترابي هو مساهمته في تحرير المرأة المسلمة وفق أصول القرآن وأصول السنة والسيرة، بعد أن إستلبت شعار التحرير مناهج الفكر الغربي وأصول فلسفته المادية الإجتماعية، وحاولت مسخ المرأة المسلمة في الأخرى الغربية. فالترابي الذي أسس أطروحته عن المرأة على أصل التكليف المستقل لكل مؤمن كما هو لكل مؤمنة والمتماثل لكليهما وفق ظرفه وحاجته، بعد أن عُزلت المرأة المسلمة قروناً بأثر طغيان التقاليد على السنن وألحقت تبعاً للرجل وأهملت عن كل كسب في العلم أو العمل. وقد صدرت النسخة الأولى من كتابه المرأة بين تعاليم الدين وتقاليد المجتمع في العام 1974 بعنوان آخر رسالة المرأة وورد في تلك النسخة بالذات حديث أبي داوود عن أم ورقة التي أذن لها الرسول ﷺ في إمامة أهل بيتها في الصلاة. وهو ذات الموقف الذي إلتزمه في كتابه الأخير السياسة والحكم الصادر عن دار الساقي في العام 2003 ضمن أطروحة أكثر شمولاً، يقول الترابي في فصل (سلطة الإمارة والتنفيذ والإدارة):

ثم يقول الترابي في ذات السياق:
فإجتهاد حسن الترابي كما حملته كتبه الموثقة قديم قبل عقود من صلاة الدكتورة آمنة ودود في أميركا، قد يوافي رأي الإمام الطبري في جواز الإمامة الكبرى للمرأة أو رأي ابن حزم الظاهري في جواز إمامة المرأة لزوجها إذا كانت أحفظ منه وأقرأ للقرآن، وقد يوافي رأي الأستاذ أبو الأعلى المودودي صاحب كتاب الحجاب في أواخر العقد الخمسين الماضي عندما أيّد ترشيح فاطمة جناح شقيقة القائد الباكستاني محمد علي جناح على قائد الإنقلاب يحيي خان، وأوضح أن شرطي الإمامة هما الدين والذكورة وأن الدين أولى وأن الحاجة فاطمة تستوفي شرط الدين وإن لم تستوف شرط الذكورة، وأن يحيي خان يستوفي شرط الذكورة ولا يستوفي شرط الدين ودعا أنصاره من ثم للتصويت لها.

### زواج المسلمة من كتابي
كذلك ما يعرف بموضوع زواج المسلمة من الكتابي جاء في سياق رد على سؤال لمسلمة أميركية حديثة عهد بالإسلام أسلمت دون زوجها وهي تطمح في إسلامه وبينهما الأولاد والأموال والبيوت والشركات، وكان ذلك في محاضرة في مؤتمر حول الأسرة بمدينة لارسنغ بولاية ميتشيغن العام 1980 ولم يقطع الترابي فيها برأي ولكنه قلب لها وجوه فقه المسألة كما يعرفها جيداً ودعاها للتفكير المستقل في قضايا مجتمع جديد يشبه مجتمع الإسلام الأول الذي كان ينتقل نحو الإسلام وليس مثل حاضر مجتمعات المسلمين المستقرة في الإسلام أباً عن جد. فالترابي لا يحيط رأيه بأية قداسة ولا يسميه فتوى بل هو يعتبر كل فتوى إجتهاد أو وجهة نظر ورأيه للمسلمة الأميركية هو نفس الإجتهاد الذي أقره المجلس الإسلامي الأوروبي في العام 2003 وطلب الشيخ يوسف القرضاوي أن تذيل الفتوى بتقديره الشخصي وشكره للدكتور حسن الترابي الذي سمع منه هذا الرأي قبل عقدين وأنه عثر عليه بعد ذلك في كتاب إعلام الموقعين لابن القيم.

### حد الردة
أما القضية التي يطلق عليها حد الردة فقد جاءت بعد محاضرة بجامعة الخرطوم حول قضايا تطبيق الشريعة في العام 1979 تحديداً من تلامذة الفكر الجمهوري الذين إستنكروا إجتهاد الترابي (المرتد ردة فكرية بحتة لا يقتل) وأصدروا في ذات ليلة المحاضرة كتيباً يحمل عنوان الترابي يخرج على الشريعة باسم تحكيم الشريعة وهو - على أية حال - الرأي الذي يتبناه غالب رموز الفكر الإسلامي المعاصر من المستشار سالم البهنساوي إلى راشد الغنوشي مروراً بالدكتور محمد سليم العوا والدكتور طه جابر العلواني ويخالفون به جمهور الفقهاء القديم.

### الإجماع السكوتي
توهم البعض مصطلح التوالي الذي جانب به الترابي الظلال غير التوحيدية لكلمة التعددية فظنوه تحايلاً ابتدعه لمنع الأحزاب في دستور 1998 وهو مصطلح استعمله في كتاب الإيمان - أثره في حياة الإنسان 1973 و بحث الإسلام والدولة القطرية 1983 و كتاب الحركة الإسلامية في السودان، التطور والكسب والمنهج 1989 وهو ذات الأصل الذي استعمله اللبنانيون وهم يقسمون ساحتهم السياسية إلى موالاة ومعارضة. كما ظن آخرون أن مصطلح الإجماع السكوتي الذي تداول حوله فقهاء الأصول منذ القرن الثاني الهجري من نحت الترابي، وإن كان هو من بعثه واستعمله في سياق العملية الإنتخابية المعاصرة بعضاً من نهجه في تأصيل اللغة وبث الحياة في مصطلحاته الدقيقة المهجورة.

## وفاته
تعرض الترابي صباحاً لغيبوبة نقل إثرها إلى أحد مستشفيات الخرطوم وهو في حالة حرجة. كان الترابي يقوم بعمله المعتاد في المكتب قبل أن يدخل في غيبوبة لينقل إلى مستشفى رويال كير وسط الخرطوم حيث عمل الأطباء لإسعافه. توفي حسن الترابي في السودان بإحدى مستشفيات الخرطوم رويال كير إثر وعكة صحية مفاجئة يوم 5 مارس 2016. ونعته الكثير من الشخصيات العربية والإسلامية كالناشطة اليمنية توكل كرمان ومقتدى الصدر وراشد الغنوشي وحركة حماس. كما نعته رابطة علماء المسلمين.
شيع نحو ثلاثة ألف شخص حسن الترابي الذي توفي إثر إصابته بذبحة قلبية، في جنازة شهدت مشاركة رسمية وشعبية وسط إجراءات أمنية مشددة. ووصل جثمان الترابي عند الساعة 8.00 صباحاً على عربة مكشوفة وسط هتاف مناصريه "الله أكبر ولا إله إلا الله". ووضع الجثمان في أرض خارج مقبرة بري الواقعة شرق الخرطوم حيث صلى عليه حوالي ثلاثة ألف شخص صلاة الجنازة، قبل أن يوارى الثرى. وشارك في التشييع النائب الأول للرئيس السوداني بكري حسن صالح وعدد من الوزراء والمسؤولين الحكومين وسياسيين من مختلف الأحزاب السودانية. كما حضرت مراسم الدفن من على سور المقبرة نساء أعضاء في حزبه في مشهد نادر في السودان. وطوقت سيارات الشرطة المقبرة حيث انتشر أفراد من قوات الأمن باللباس المدني في حين تغيب الرئيس السوداني. كما نعته الرئاسة السودانية وقدم الرئيس السوداني عمر البشير التعازي لعائلة الترابي في منزله في الخرطوم. وخصصت الإذاعة والتلفزيون الرسمي في الفترة الصباحية كل برامجها للحديث عن الترابي وسيرته الذاتية واستعراض لمؤلفاته.

## من مؤلفاته
| - قضايا الوحدة والحرية (عام 1980) - تجديد أصول الفقه (عام 1981) - تجديد الفكر الإسلامي (عام 1982) - الأشكال الناظمة لدولة إسلامية معاصرة (عام 1982) - تجديد الدين (عام 1984) - منهجية التشريع (عام 1987) | - المصطلحات السياسية في الإسلام (عام 2000) - الدين والفن - المراة بين تعاليم الدين وتقاليد المجتمع - السياسة والحكم - التفسير التوحيدي - عبرة المسير لاثني عشر السنين | - الصلاة عماد الدين - الإيمان وأثره في الحياة - الحركة الإسلامية... التطور والنهج والكسب - التفسير التوحيدي |

## الإرث الثقافي
ظلّ الترابي منذ بدء نشاطه السياسي شخصية سجالية تنقسم الآراء حولها بين من يعتبره شريكاً في الخراب الذي حلّ بالسودان خصوصاً من خلال المشاركة في انقلاباته وبين من رأى فيه ظاهرة سياسية أدخلت التجديد على تيارات الإسلام السياسي في زمن حكم الحزب الواحد الذي شارك في تثبيته سودانياً مع الرئيس عمر البشير بانقلابهما في عام 1989 ضد الصادق المهدي زعيم حزب الأمة ورئيس الدولة حينذاك. وشهد إقليم دارفور حرباً أهلية قيل إن الترابي كان مهندسها، إذ تمسك الحزب الحاكم حينها بتبعية حركة العدل والمساواة لحزب الترابي باعتبارها الجناح العسكري له.
قالت عنه ابنته أمامة في مقابلة لصحيفة السوداني عام 2010 إنه يحوز في بيته عُدة نجارة يصلح بها الأبواب بنفسه ويقرأ الشعر خاصة جمهرة أشعار العرب كما يسمع مقطوعات بيتهوفن الموسيقية ويشاهد أفلام التحقيقات الجنائية. كما كتب مرتضى رحم سلمان رسالة ماجستير بعنوان الفكر السياسي عند حسن الترابي ناقشها في كلية العلوم السياسية في جامعة بغداد واقرت اللجنة الرسالة.

### تجديد الدين
تتبلور ملامح المشروع الفكري التجديدي للترابي خلال مرحلته الأولى التي تولى فيها قيادة الإخوان المسلمون في السودان بعد عودته من الخارج فهو ينعت المفكرين الإسلاميين المعاصريين بالقصور وضعف القدرة على التنظير والتفكير معتبرًا أن الفكر الإسلامي الذي يقدمه المفكرون الإسلاميون خارج عن التاريخ واصفًا إياه بالإغراق في التجريدية والانفصال عن الواقع. شمل المشروع الفكري للترابي ثورة تجديدية في الفقه الإسلامي الذي يصفه بالجمود والتقليد واستحضار القديم والامتنان به. تحدّث الترابي أيضًا عمّا أسماه التفرقة بين المُلزم وغير المُلزم من أوامر النبي محمد إذ إنّه لم يُعط لكل أوامره حد الإلزام. كذلك كان للترابي رأي أثار الجدل وهو التفرقة بين ما يرد عن النبي مُحمد باعتباره رسول ومُشرّع وبين ما يرد عنه باعتباره بشرًا وهو ما لا يُلزمنا في شيء. على هذا أيضًا دعا الترابي إلى إعادة النظر في علم الحديث بالكلية وتنقيح مناهج الجرح والتعديل ومعايير التصحيح والتضعيف. مما أثار الجدل أيضًا من آرائه الدينية ما أسماه الفقهَ الشعبي حيث الإجماع فيه إجماع الشعوب المُسلمة لا إجماع الفقهاء.
تطبيقًا على منهجه الفكري أصدر الترابي العديد من الفتاوى الدينية المثيرة لجدل واسع بين كافة التيارات الإسلامية. من أبرز تلك الفتاوى، إجازة كل أنواع الفنون طالما لا تؤدي إلى محظور أخلاقي داعيًا في سبيل ذلك إلى تصالح جماهير المسلمين مع الفن الذي يراه وسيلة للإصلاح والتغيير. كان الترابي أيضًا ممن يرفضون الاعتراف بحد الرّدة حدًا شرعيًا مُعتبرًا أن تبديل الدين جُزء من حرية الفكر والاعتقاد وعليه لا تجب المعاقبة عليه حتى بالقانون. كذلك دعا الترابي إلى حرية المرأة والمساواة بينها وبين الرجل حتى في أصل الخِلقة. وتطبيقًا عمليًا لأفكاره كانت الجبهة الإسلامية التي يقودها أول تنظيم إسلامي يقبل الاختلاط بين أعضائه الذكور والإناث.

### اتهامات
طالت الترابي قائمة طويلة من الاتهامات، بسبب آرائه الدينية على وجه الخصوص، فتضمنت القائمة الماسونية والإلحاد والتحلل الأخلاقي وأحيانًا إنكار السنة وإفساد النساء. وفي سنة 1988 أصدرت جماعة الإخوان المسلمون في مصر بيانًا تؤكد فيه أن الخلاف بين الإخوان والترابي خلافًا في الأصول. وقد جاء البيان عقب دفع الترابي لإخوان السودان إلى الانشقاق عن الجماعة الأم في مصر لكن ذلك لم يمنع اللبناني فتحي يكن أحد القيادات الفكرية والحركية البارزة للإخوان المسلمين من أن يقر بأن الترابي بجانب راشد الغنوشي وسيد قطب مدرسة تجديدية مستقلة بذاتها من ضمن ما أسماه بالمدارس التجديدية للإخوان المسلمين.

### صحيح البخاري
أما الذين يستعظمون نقد كتاب البخاري وكتاب مسلم كأنه الكفر البواح فقد أصابتهم شعبة أخرى من شعاب أمراض التنطع والجهل والغفلة وخلط الأولويات - فقد دخلت خيل نابليون الأزهر والمسلمون ممسكون بهما - تلتبس عليهم علوية القرآن وحفظه وعصمته دون أي كتاب آخر. وأشير في هذا المقام فقط لتيسير الأمر على الباحثين المجدين إلى تعليق سيد قطب على حديث البخاري ومسلم في السحر الذي أصاب النبي ﷺ يقول سيد قطب:
 وهو نفس رأي الشيخ محمد عبده الذي وكّد أن مكية المعوذتين تنفي عنهما أية علاقة بالأحاديث الصحيحة التي تربطهما بالسحر المزعوم على النبي ﷺ.

### مؤيدون
منذ عقود ظل الترابي يطرح رؤيته في تجديد الفكر الإسلامي وفق إطار كلي أصولي، أتاحته له ثقافته الفقهية الشاملة وتخصصه في القانون الدستوري المقارن وعمله السياسي الناشط في مجالاته كافة. فهو صاحب رؤية متكاملة في تجديد علم أصول الأحكام أو أصول الفقه كما يسميه الدارسون، لم تكن تتيسر له لولا نشأته الخاصة وخبرته الواسعة وخلواته الممتدة في أغوار المحابس والسجون، وهو أمر لم يتجدد في التاريخ الإسلامي منذ الإمام الشاطبي صاحب الموافقات إذ قدم أطروحته المتكاملة في الأصول منذ العام 1977 وظل يعبر عنها في جملة مساهماته النظرية والعملية قضايا الوحدة والحرية 1980 تجديد أصول الفقه 1981 تجديد الفكر الإسلامي 1982 الأشكال الناظمة لدولة إسلامية معاصرة قطر 1982 تجديد الدين 1984 منهجية التشريع 1987 وعلى ذات منهجه الذي يؤصل الشورى سبيلاً للعلم فقد بسط أطروحته في تجديد أصول فقه الأحكام على جملة من العلماء والمختصين إبان توليه منصب وزير العدل 1979 - 1983 وظلت الحلقات تعقد بمكتبه بديوان النائب العام وتدير المداولة والحوار حول المراجعة الشاملة للأصول التي حوتها 80 صفحة خرجت من سجن كوبر بعد سنوات الإطلاع والمدارسة والحوار في الداخل.
فالإجتهاد في الأصول فضلاً عن الفروع هو ما دعا إليه غالب علماء حركة الدعوة والبعث المعاصرة وصدرت عنهم بذلك كثير من المساهمات والأطروحات وخصصت الأعداد الأولى من مجلة المسلم المعاصر التي إستهلت صدورها العام 1980 في الدعوة لهذا الهدف إلا أن حسن الترابي ظل أكثرهم مقاربة لهذه الدعوة وأوسعهم شمولاً وتأصيلاً لمواضيعها. وإذ أن لكل فكرة سياقاً ومناسبة يخل بها ويضرها أن تبتر عنه أو تجرد منه أو تؤخذ إلى سياق آخر فإن الأفكار الأصولية يسيئها ويخل بها مرض التنطع والتفريع والتجزئة الذي أصاب المسلمين - كما أصاب اليهود والنصارى - وتعرضت بوجه خاص مساهمات الترابي وإجتهاداته لكثير من التشوية بأسباب من هذه الأدواء التي قد تتوهم الخطر الأكبر في الصغائر والفروع لإختلال فقه الأولويات عندها أو التي تتنطع بدوافع ونيات يشوبها في الغالب خطل عظيم.

وكما اضطربت بالجاهلين والمرجفين الإجتهادات التأصيلية للترابي، إضطربوا إزاء مصطلحه الأصيل ولغته الفذة العميقة ولم يقدروا سعيه المجتهد في سبيل لغة فصيحة جميلة أو كما قال في مقدمة كتابه المصطلحات السياسية في الإسلام:

### معارضون
يعتبر حسن الترابي المهندس الحقيقي لانقلاب 1989 الذي جاء بعمر البشير إلى السلطة. وقد أُطلق عليه لقب أحد أكثر الشخصيات نفوذاً في السياسة السودانية الحديثة و زعيم أيديولوجي متشدد منذ فترة طويلة. كان له دور فعال في إضفاء الطابع المؤسسي على الشريعة (القانون الإسلامي) في الجزء الشمالي من السودان وكثيرا ما كان يُسجن في السودان، ولكن فترات الاعتقال هذه كانت تتخللها فترات من المناصب السياسية الرفيعة.
الجبهة الإسلامية (NIF) (التي غيرت اسمها إلى المؤتمر الوطني في أواخر التسعينيات) وهي حركة سياسية طورت قوة سياسية كبيرة في السودان دون أن تحظى بشعبية كبيرة بين الناخبين السودانيين. وتبنت نهج من أعلى إلى أسفل للأسلمة من خلال وضع أعضاء الحزب في مناصب عليا في الحكومة والأجهزة الأمنية. وصل الترابي والجبهة القومية الإسلامية إلى ذروة قوتهما من عام 1989 بعد الانقلاب العسكري حتى عام 2001 كما وصفته هيومن رايتس ووتش القوة وراء العرش فهو رئيس الحركة الإسلامية السنية الوحيدة التي تولت السيطرة على الحكم حينها.
أشرف ترابي على سياسات مثيرة للجدل للغاية مثل إنشاء الدولة البوليسية للجبهة القومية الإسلامية وميليشيات الجبهة القومية الإسلامية المرتبطة بها والتي عززت قوة الإسلاميين ومنع انتفاضة شعبية، لكن وفقًا لهيومن رايتس ووتش ارتكب العديد من انتهاكات حقوق الإنسان بما في ذلك الإعدام بإجراءات موجزة والتعذيب والمعاملة السيئة والاعتقالات التعسفية والحرمان من حرية التعبير والتجمع وانتهاك قواعد الحرب لا سيما في الجنوب.
كان الترابي زعيمًا معارضًا لقوات التحالف الأمريكية السعودية في حرب الخليج الثانية حيث أسس في 1990-1991 المؤتمر الشعبي العربي والإسلامي (PAIC) وهو مظلة إقليمية للمسلحين الإسلاميين السياسيين ومقره الخرطوم. شهد الترابي و الجناح الدولي والأيديولوجي لحزبه تراجعا في النفوذ لصالح قادة آخرون نتيجة فرض عقوبات الأمم المتحدة على السودان عقابا لهم على مساعدة السودان للجهاد الإسلامي المصري في محاولتهم اغتيال الرئيس المصري حينها حسني مبارك. وسجنه عمر البشير في 17 كانون الثاني (يناير) 2011 لمدة تسعة أيام إثر اضطرابات أهلية في أنحاء العالم العربي.
كان الترابي فاعلا أو شاهدا أو مساهما في كل المنعرجات السودانية؛ كان حاسما في صعود عمر حسن البشير في انقلاب 1989 على صهره الصادق المهدي وكان أيضا مساهما في تأبيد كل صنوف الأزمات التي عرفها السودان من أزمة بناء الدولة وأزمة بناء الهوية وأزمة الشرعية السياسية وأزمة المواطنة. كان الترابي أيضا عبر تحالفاته الفجائية المباغتة حاسما في التسريع في انفصال جنوب السودان وفي عزلة السودان العربية عبر مواقفه من القضايا الكبرى في المنطقة مثل حرب الخليج وأفغانستان وإيوائه لأسامة بن لادن فضلا عن تسليم إليتش راميرز سانشيز المعروف بـ كارلوس لفرنسا وهي صفقة قال عنها الأخير «السلطات السودانية طلبت منّي بالفعل مغادرة البلاد لأسباب أمنية وكان ذلك في ربيع 1994 وأنا لم أرفض مغادرة السودان بل رفضت فقط التجاوب مع فخٍّ أراد أن ينصبه لي الترابي والبشير، وعلمت به بفضل بعض المتعاطفين معي من داخل النظام في الخرطوم.»

### ردود عليه
رد على آراء الترابي الكثير ومنهم محمد عبد القادر أبو فارس في كتابه نظرات إسلامية في مصطلحات وأسماء شائعة ومحمود الطحان في كتابه مفهوم التجديد بين السنة النبوية وبين أدعياء التجديد المعاصرين والشيخ الأمين الحاج على الترابي في كتابيه: الأول مناقشة هادئة لبعض أفكار الدكتور الترابي والثاني الرد القويم لما جاء به الترابي والمجادلون عنه من الافتراء والكذب المهين وكتب الدكتور محمد رشاد خليل ثلاث مقالات في مجلة المجتمع للرد على الترابي (العدد: 587 - 588 - 589) ومحاضرة جعفر شيخ إدريس التي رد فيها على الترابي بعنوان العلمانية في ثياب إسلامية وأحمد بن مالك في كتابه الصارم المسلول على الترابي شاتم الرسول وعبد الفتاح محجوب ابراهيم في كتابه الدكتور حسن الترابي وفساد نظرية تطوير الدين والشيخ علي الحلبي في كتابه العقلانيون أفراخ المعتزلة العصريون والشيخ محمد سرور في كتابه دراسات في السيرة النبوية .

### أقواله
- صرح حسن الترابي لقناة الجزيرة (حوار في 2005):«الحركة الإسلامية لم تقرأ التاريخ الإسلامي جيدا عندما أقدمت على الاستيلاء على السلطة في السودان.[22]»

- وقال في مقام آخر موضحا فهمه للشريعة الإسلامية:«الشريعة ما يشق مسلكا لكل مشاعر الدين ومظاهره، وهي أصلا شاملة للهدى بكل الحياة: أحوال الوجدان وباطن القلوب ومذاهب الأقوال وطرق الأفعال الظاهرة، دينا حقا شرعه الله هديا لكل الأنبياء..، وفي العهود الأخيرة أصبحت كلمة الشريعة تعني الأحكام القضائية لا الخلقية، وأصبحت مدارس الشريعة تقتصر على أحكام الظاهر القطعية المناسبة للنفاذ قضاءً وسلطانا سياسيا.[22]»

### قالوا عنه
- كتب الشيخ يوسف القرضاوي كلمة في رثاء حسن الترابي جاء فيها:«أول ما لقيت الترابي في لبنان سنة 1985 (هكذا وردت في النص الأصلي ويبدو أنه يقصد 1965) وكان في قمة الشباب وكان يزور بيروت في ذلك الوقت وقد قاد الحركة الشعبية الجامعية التي انتهت بإسقاط الحكم العسكري برئاسة عبود وعودة الحكم المدني إلى السودان وأذكر مما جرى بيني وبينه من حديث أني قلت له: لعلكم تلتفتون إلى الجيش ونشر الدعوة فيه حتى لا يقوم بانقلاب آخر ضدكم فقال لي: نحن في الواقع لا نهتم بالجيش وإنما نهتم بالشعب وعندنا أن نكسب معلماً في مدرسة خير من أن نكسب ضابطًا في الجيش. قلت: ولكن الجيوش الآن كثيرًا ما تنقلب على الحكم المدني وتسيطر على مقدرات الشعوب. قال: لتنقلب، ونحن سنسقطها. وبعد انسداد الأفق السياسي في السودان، كان لا بد أن يقوم أحد الأقوياء في البلد بالسيطرة على مقاليد الأمور وكان الدكتور الترابي أكثرهم تصورا وإدراكا للموقف وخطورته، وأكثر قدرة على التحرك بسرعة، فبادر إلى ذلك، واختار مجموعة من العسكريين على رأسهم عمر البشير لهذا الأمر.[27]»

- قال الأكاديمي البريطاني من أصول فلسطينية عزام تميمي:« إنّ حسن عبد الله الترابي خلّف وراءه ميراثاً غيناً وأنه بلا شك ساهم بشكل كبير من خلال أفكاره بنشر الوعي السياسي في البلدان العربية وغيرها. بدأت بالاطلاع على أفكار وتطلعات الترابي منذ سبعينيات القرن الماضي عندما كان طالباً في بريطانيا. وتعرّفت على الترابي عام 1990 عندما أجرى زيارة إلى الأردن وبعدها بعام واحد قمت بزيارة السودان لأول مرة بناءً على دعوته وعقب هذه الزيارة بدأت بلقاء الترابي في كل زيارة أجريتها إلى السودان وفي عام 2007 سرد الترابي قصة حياته في برنامج بُثّ على قناة الحوار التي أعمل بها. كان الترابي رجلاً ثورياً وأنه كان مُلمّاً بالعلوم الإسلامية والتاريخية والسياسية فقد كان "المعلم العظيم" و "المتفوق على أقرانه" وأنّ فتاويه كانت بمثابة الثورة وكانت محطّ نقاش وحوار. النموذج الذي صارع من أجله الترابي في السودان أثّر بشكل قوي على الحركات الإسلامية الموجودة في المنطقة وهذا التأثير ظهر على وجه الخصوص في تونس وعدد من الحركات الإسلامية المنتشرة في منطقة الشرق الأوسط فلا شكّ بأنّ أفكار الترابي كان لها تأثير كبير في نشر الوعي السياسي في العالم العربي ولعل من أهم فوائد الترابي في السياسة الإسلامية أنه رسّخ فكرة تفيد بأنّ الإسلام يصر على أن تكون الحكومة عبارة عن مؤسسة مدنية وأنّ الثيوقراطية لا مكان لها في الإسلام.[28]»